# Giorgos Papakonstantinou

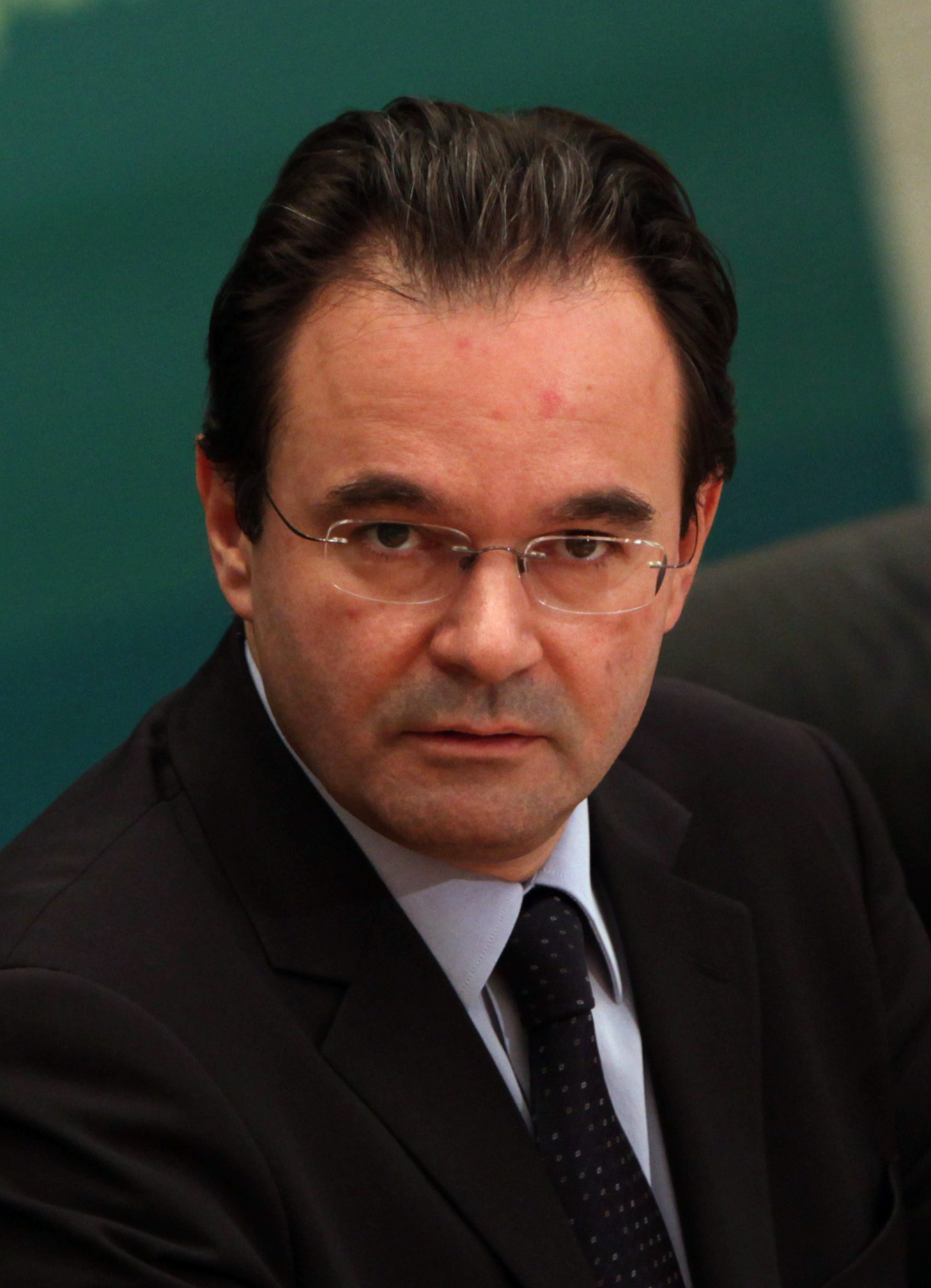
Giorgos Papakonstantinou

Giorgos Papakonstantinou (griechisch Γιώργος Παπακωνσταντίνου, * 30. Oktober 1961 in Athen) ist ein griechischer Ökonom und Politiker. Er bekleidete ab Oktober 2009 in der Regierung des Ministerpräsidenten Giorgos Papandreou das im Hinblick auf die griechische Finanzkrise bedeutende Amt des Finanzministers. Vom 17. Juni 2011 bis zum 17. Mai 2012 war er Umweltminister, zunächst im Kabinett Papandreou (PASOK) und ab dem 11. November 2011  im Kabinett des Ministerpräsidenten Loukas Papadimos.

## Leben
Papakonstantinou studierte Volkswirtschaftslehre an der New York University und der London School of Economics, wo er auch promovierte. Nach seinem Studium war er 10 Jahre in der Organisation für wirtschaftliche Zusammenarbeit und Entwicklung (OECD) in Paris tätig. Dort befasste er sich mit Themen der Industrie und Problemen der neuen Technologien und schrieb Studien über die Wirtschaftspolitik der Mitgliedsländer der OECD und Griechenlands.
Nach seiner Rückkehr nach Griechenland war er 1998–2000 Berater von Premierminister Konstantinos Simitis (der damals das Kabinett Simitis II leitete) und für das Wirtschafts- und Finanzministerium tätig. Er vertrat Griechenland auch beim Ausschuss für Wirtschaftspolitik der EU, war Mitglied des 'Rates der Weisen' des Finanzministeriums und Koordinator für die Ausarbeitung einer „Konvergenz-Charta“ der griechischen Wirtschaft.
Während der griechischen Rats-Präsidentschaft der Europäischen Union im ersten Halbjahr 2003 war er Koordinator des „Lissabon-Prozesses“, der wirtschaftliche und soziale Reformen in der EU vorantreiben sollte.
Von 2001 bis 2007 lehrte er als Gastprofessor an der Fakultät für Management der Wirtschaftsuniversität Athen.
2004 war er wirtschaftlicher Berater des Vorsitzenden der damals oppositionellen PASOK, Giorgos Papandreou.
Bei der Parlamentswahl im September 2007 wurde er Parlaments-Abgeordneter der PASOK für die Präfektur Kozani.
Bei der Europawahl in Griechenland 2009 erreichte er einen Sitz im Europäischen Parlament. Nach dem Wahlsieg der PASOK bei der Parlamentswahl am 4. Oktober 2009 gab er dieses Mandat wieder auf, da der neue Ministerpräsident Papandreou ihn als Finanzminister in sein Kabinett berief. Nach Massenprotesten wegen des Sparkurses der Regierung zog Papandreou ihn am 17. Juni 2011 aus diesem (für die Bewältigung der Finanzkrise des Landes wichtigen) Schlüsselressort ab und ernannte ihn zum Umweltminister. Im Jahre 2012 wurde Papakonstantinou aus der PASOK ausgeschlossen.
Am 15. Juli 2013 hob das griechische Parlament die Immunität Papakonstantinous’ auf, um eine Anklage wegen Urkundenfälschung und anderer Delikte vor einem Sondergericht zu ermöglichen. Papakonstantinou wurde vorgeworfen, während seiner Zeit als Finanzminister im Jahr 2010 die Namen dreier Verwandter aus der sogenannten Lagarde-Liste gelöscht zu haben. Er bestritt die Vorwürfe und bezeichnete sich selbst als Opfer einer Schmierenkampagne. Der Prozess vor dem Sondergericht endete mit einem Schuldspruch und einer Verurteilung zu einer einjährigen Freiheitsstrafe, die zur Bewährung ausgesetzt wurde.

## Familie
Papakonstantinou ist Neffe von Michalis Papakonstantinou, einem früheren Außenminister (1992/93) und Politiker der oppositionellen Nea Dimokratia. Er ist verheiratet mit der aus den Niederlanden stammenden Reiseschriftstellerin Jacoline Vinke und hat zwei Söhne.

## Schriften
- Game over. Griechenland in der Krise. Der Insiderbericht. Kolchis, Wettingen 2017, ISBN 978-3-9524498-7-5.[5]